# Newfoundland and Labrador Route 235
Newfoundland and Labrador Route 235 (NL-235) is een 73 km lange provinciale weg in de Canadese provincie Newfoundland en Labrador. De weg, die ook wel bekendstaat als de Cabot Highway, ontsluit de noordkust van het Newfoundlandse schiereiland Bonavista. 

## Traject
Route 235 begint in het dorp Southern Bay als aftakking van Route 230. Route 230 is de belangrijkste weg van het schiereiland Bonavista, die de gemeente Bonavista met de Trans-Canada Highway verbindt en daarbij grotendeels de zuidkust volgt. Route 235 leidt eveneens naar Bonavista maar heeft een eerder secundair karakter en heeft vooral belang voor de ontsluiting van de noordkust van het schiereiland.
De weg gaat eerst in noordoostelijke richting, grotendeels parallel aan de zeearm Southern Bay. Hij gaat daarbij doorheen het local service district Summerville-Princeton-Southern Bay en passeert daarna ook Plate Cove West en Plate Cove East. 
Daarna, op zo'n 20 km voorbij zijn beginpunt, gaat de weg in een meer oostelijke richting doorheen het binnenland. Daarbij passeert hij de baan die leidt naar Open Hall, Red Cliff en Tickle Cove. Na zo'n 12 km doorheen het binnenland te gaan, komt hij te King's Cove opnieuw bij de zee uit. In dat dorp is er ook de zijweg die leidt naar Duntara en Keels.
Vanaf King's Cove loopt Route 235 opnieuw parallel aan de kust, meer bepaald langs de oevers van de Blackhead Bay, waarbij hij nog verschillende kleine dorpen passeert om uiteindelijk uit te komen in Bonavista. Op dat traject passeert hij ook twee provinciale zijwegen die de doorsteek naar de zuidkust maken, namelijk Route 236 en Route 237. Route 235 passeert erna ook nog de korte toegangsweg van Upper Amherst Cove.
In Bonavista sluit Route 235 opnieuw aan bij Route 230. De weg gaat echter nog verder noordwaarts richting Cape Bonavista. Hij eindigt uiteindelijk voor de vuurtoren van Cape Bonavista.

## Plaatsen langs Route 235
- Southern Bay
- Princeton
- Summerville
- Plate Cove West
- Plate Cove East
- King's Cove
- Stock Cove
- Knights Cove
- Hodderville
- Middle Amherst Cove
- Amherst Cove
- Newmans Cove
- Birchy Cove
- Bonavista
- Cape Bonavista

## Galerij

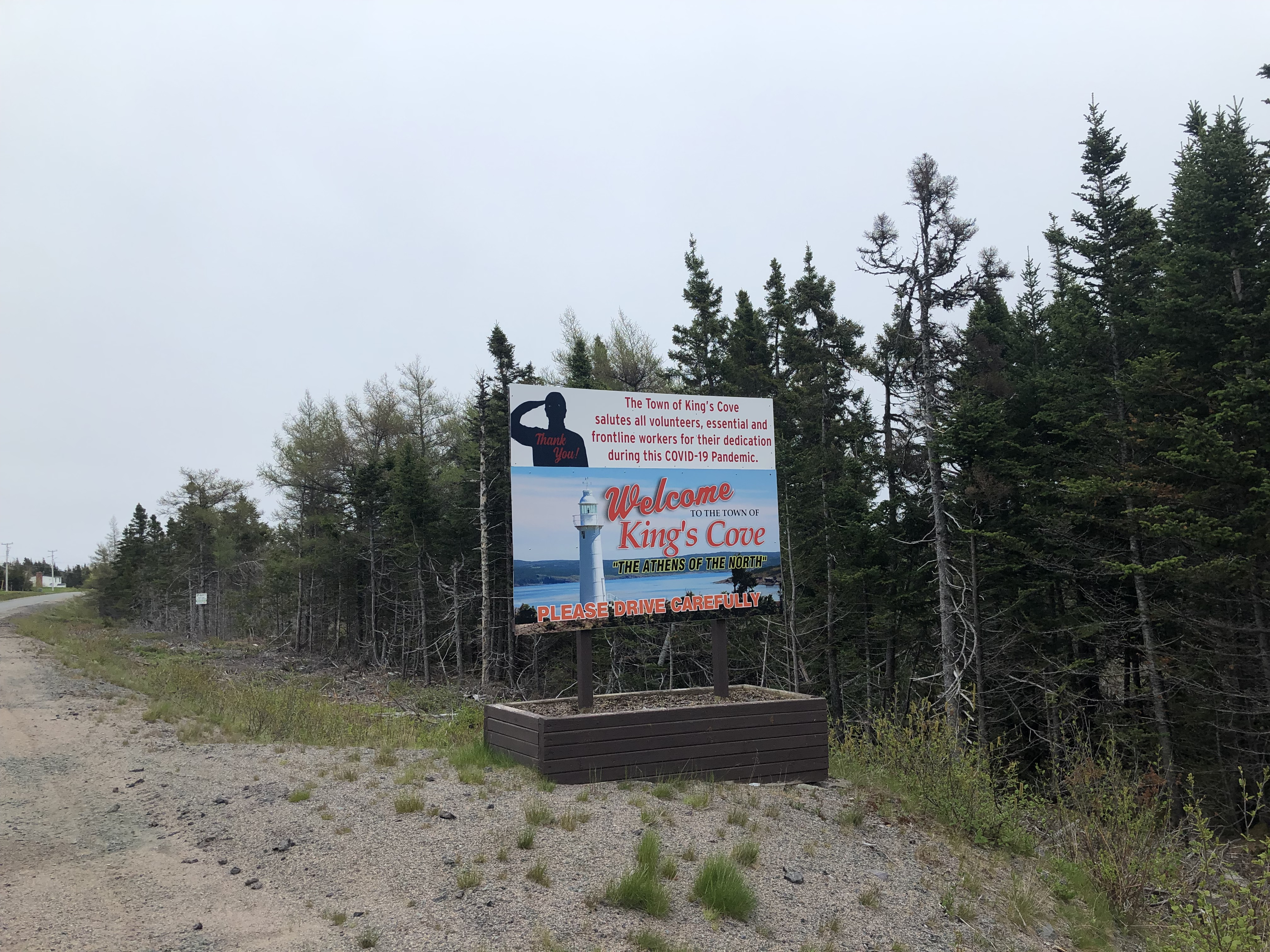
Toegangsbord van King's Cove
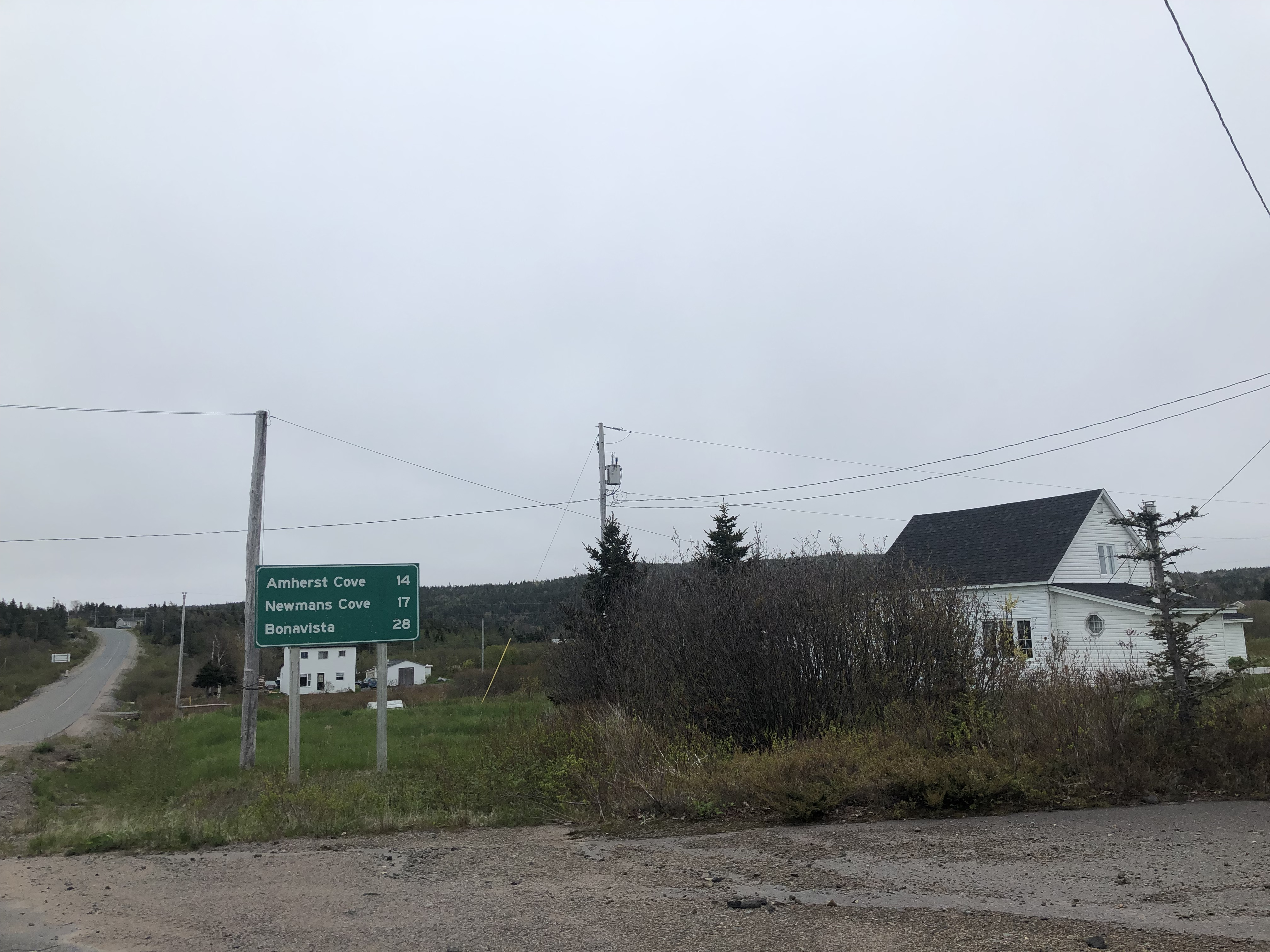
Verkeersbord in Stock Cove met Route 235 links in de achtergrond
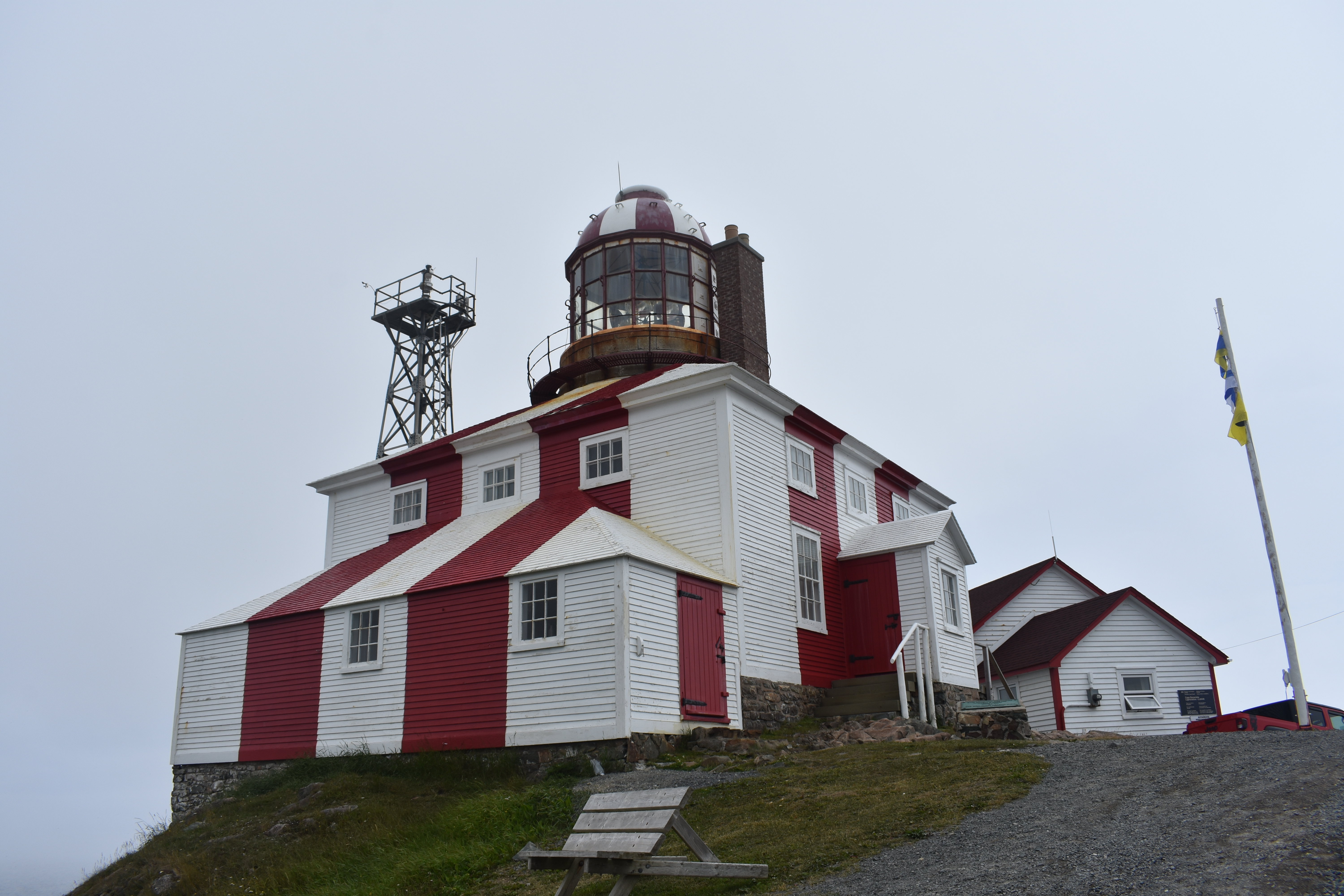
De vuurtoren van Cape Bonavista, het eindpunt van Route 235